# As You Were (álbum)
As You Were es el álbum debut del cantante y compositor británico Liam Gallagher, exvocalista de los grupos británicos Oasis y Beady Eye, fue publicado el 6 de octubre de 2017. La edición normal del álbum tiene 12 canciones, mientras que la edición especial cuenta con 15. El álbum debutó en el número uno en el Reino Unido, vendiendo más que el resto de los 10 mejores álbumes del Reino Unido combinados y obteniendo la certificación de oro en su primera semana. También logró las ventas en formato vinilo de una semana más altas en 20 años, con 16,000 unidades. Liam Gallagher fue nominado a los Brits Awards como mejor artista solista.

## Antecedentes
Luego de la separación de Beady Eye, Liam comenzó su carrera en solitario. El álbum fue anunciado en junio de 2017 con el lanzamiento del sencillo "Wall of Glass". Gallagher también anunció que realizaría su primera gira en solitario por los Estados Unidos y Canadá para apoyar el lanzamiento del álbum. El título del álbum proviene del cierre de sesión que Gallagher suele utilizar para sus publicaciones de Twitter. Gallagher trabajó con los productores Greg Kurstin, Andrew Wyatt y Dan Grech-Marguerat en el álbum, con Kurstin produciendo las canciones "Wall of Glass", "Paper Crown", "Come Back to Me" y "Doesn't Have To be That Way", Wyatt produciendo "Chinatown" y Grech-Marguerat produciendo los temas restantes.

## Lista de canciones
| N.º | Título                | Duración |  |
| 1.  | «Wall of Glass»       | 3:44     |  |
| 2.  | «Bold»                | 3:59     |  |
| 3.  | «Greedy Soul»         | 3:35     |  |
| 4.  | «Paper Crown»         | 3:28     |  |
| 5.  | «For What It's Worth» | 4:09     |  |
| 6.  | «When I'm In Need»    | 4:18     |  |
| 7.  | «You Better Run»      | 3:24     |  |
| 8.  | «I Get By»            | 3:09     |  |
| 9.  | «Chinatown»           | 3:21     |  |
| 10. | «Come Back to Me»     | 3:21     |  |
| 11. | «Universal Gleam»     | 4:07     |  |
| 12. | «I've All I Need»     | 4:17     |  |
| -   |                       |          |  |

| As You Were (Edición Especial) |                               |          |  |
| N.º                            | Título                        | Duración |  |
| 1.                             | «Wall of Glass»               | 3:44     |  |
| 2.                             | «Bold»                        | 3:59     |  |
| 3.                             | «Greedy Soul»                 | 3:35     |  |
| 4.                             | «Paper Crown»                 | 3:28     |  |
| 5.                             | «For What It's Worth»         | 4:09     |  |
| 6.                             | «When I'm In Need»            | 4:18     |  |
| 7.                             | «You Better Run»              | 3:24     |  |
| 8.                             | «I Get By»                    | 3:09     |  |
| 9.                             | «Chinatown»                   | 3:21     |  |
| 10.                            | «Come Back To Me»             | 3:21     |  |
| 11.                            | «Universal Gleam»             | 3:44     |  |
| 12.                            | «I've All I Need»             | 4:17     |  |
| 13.                            | «Doesn't Have To Be That Way» | 3:58     |  |
| 14.                            | «All My People / All Mankind» | 3:55     |  |
| 15.                            | «I Never Wanna Be Like You»   | 3:51     |  |
| -                              |                               |          |  |